# 郑文翰
郑文翰（1920年11月23日—2006年1月8日），河南洛阳人。中国人民解放军高级将领，中将军衔。

## 生平
郑文翰18岁进入中国人民抗日军政大学学习，毕业后在八路军359旅当政治军官。后进入东北，内战结束时任中国人民解放军第四野战军的团政委。1951年入朝参加朝鲜战争。1953年朝鲜停战协定签订后，留在军事停战委员会内工作。后回国，担任国防部长彭德怀办公室参谋，此后在中央军委机关工作。1985年任中国人民解放军军事科学院院长。1988年，授予中国人民解放军中将，曾任军事科学院院长。1990年4月退役。